# 道の駅黒之瀬戸だんだん市場
道の駅黒之瀬戸だんだん市場（みちのえき くろのせとだんだんいちば）は、鹿児島県出水郡長島町にある国道389号の道の駅である。

## 施設
- 駐車場
  - 普通車：40台
  - 大型車：5台
  - 身障者用：3台
- トイレ
  - 男：5台
  - 女：3台
  - 身障者用：1台
- 物産直売所
- 観光案内所

### 運営
- 長島物産館

## 休館日
- 1月1日 - 1月2日 - 1月3日

## アクセス
- 国道389号 - 登録路線
  - 鹿児島県道47号葛輪瀬戸線
- 南国交通 だんだん市場前バス停

## 周辺
- 黒之瀬戸大橋
- うずしおパーク - 東側に隣接する